# Arthur Cronquist
Arthur John Cronquist (ur. 19 marca 1919 w San Jose (Kalifornia), zm. 22 marca 1992 w Provo (Utah)) – botanik amerykański, zajmujący się systematyką i filogenezą roślin naczyniowych, specjalizował się głównie w rodzinie astrowatych (Asteraceae). Jest również twórcą systemu klasyfikacji roślin kwiatowych (system Cronquista), opublikowanego w pracach: An Integrated System of Classification of Flowering Plants (1981) oraz The Evolution and Classification of Flowering Plants (1988). System ten zyskał dużą popularność i był jednym z częściej używanych systemów klasyfikacji okrytonasiennych w końcu XX wieku. Współpracował z Armenem Tachtadżianem, z którym spotkał się po raz pierwszy w Leningradzie w 1965.
Dorastał w Portland w Oregonie. Pracę doktorską zawierającą rewizję taksonomiczną rodzaju przymiotno Erigeron w Ameryce Północnej przygotował w Uniwersytecie Minnesoty. W latach 1943–46 był pracownikiem Ogrodu Botanicznego w Nowym Jorku, następnie w latach 1946–48 wykładał na Uniwersytecie Georgia, w latach 1948–52 pracował w State College of Washington, by następnie powrócić do nowojorskiego ogrodu botanicznego, w którym pracował do śmierci. 
Od lat 60. był szanowanym i znanym botanikiem, dającym liczne wykłady. Był ważnym działaczem organizacji naukowych krajowych i międzynarodowych, w tym kilkukrotnie sprawował funkcję prezydenta American Society for Plant Taxonomy.
Zmarł w 1992 r. w herbarium Uniwersytetu Brighama Younga w Provo pracując nad publikacją pt. Intermountain Flora.

## Ważniejsze publikacje
- Cronquist A. 1981. An Integrated System of Classification of Flowering Plants. Columbia University Press, New York.
- Cronquist A. 1988. The Evolution and Classification of Flowering Plants. Wyd 2. New York Botanical Garden Press, Bronx, New York. ISBN 0-89327-332-5
- Gleason H. A., Cronquist A. 1991. Manual of Vascular Plants of Northeastern United States and Adjacent Canada. New York Botanical Garden Press, Bronx, New York. ISBN 0-89327-365-1.
- Gleason H. A., Cronquist A. 1964. The Natural Geography of Plants.
- Cronquist A., Hitchcock C. L. Vascular Plants of the Pacific Northwest. University of Washington Press, Seattle, Wash.
  - Vascular cryptogams, gymnosperms and monocotyledons, 1969
  - Salicaceae to Saxifragaceae, 1964
  - Saxifragaceae to Ericaceae, 1961
  - Ericaceae to Campanulaceae, 1959
  - Compositae, 1955
- Cronquist A., Hitchcock C. L. 1974. Flora of the Pacific Northwest. University of Washington Press, Seattle, Wash.

Taksony opisane przez A. Cronquista oznaczane są cytatem Cronquist.

## Memoria
Rodzaje z rodziny astrowatych nazwane na cześć Cronquista:
- Cronquistia R.M. King (syn. Carphochaete A. Gray)
- Cronquistianthus R.M. King & H. Rob. (czasami włączany do rodzaju Eupatorium L. – sadziec)